# Taiyū-ji
Taiyū-ji (error: {{nihongo}}: Cal text en japonès o romaji (help)) és un temple budista situat al barri de Kita-ku d'Osaka, Japó.

## Història i patrimoni
El temple va ser fundat l'any 821 per Kūkai.
La "Lliga per a la Constitució d'una Assemblea Nacional" (error: {{nihongo}}: Cal text en japonès o romaji (help)) es va establir al temple el 1880. També hi està vinculat el Moviment per la Llibertat i els Drets del Poble.
El temple té una notable estàtua de Guanyin.

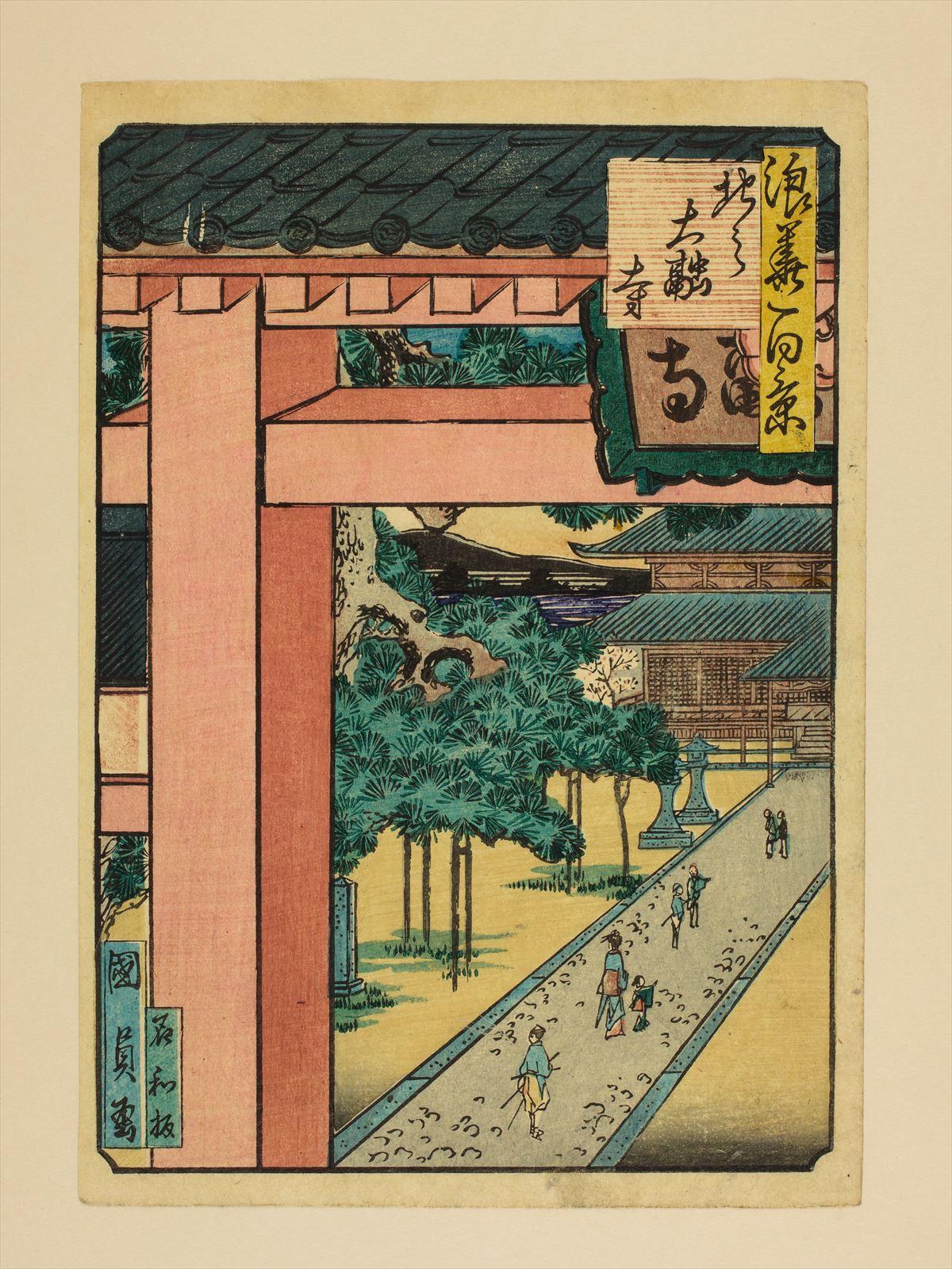
Vista del temple, cap al 1800.
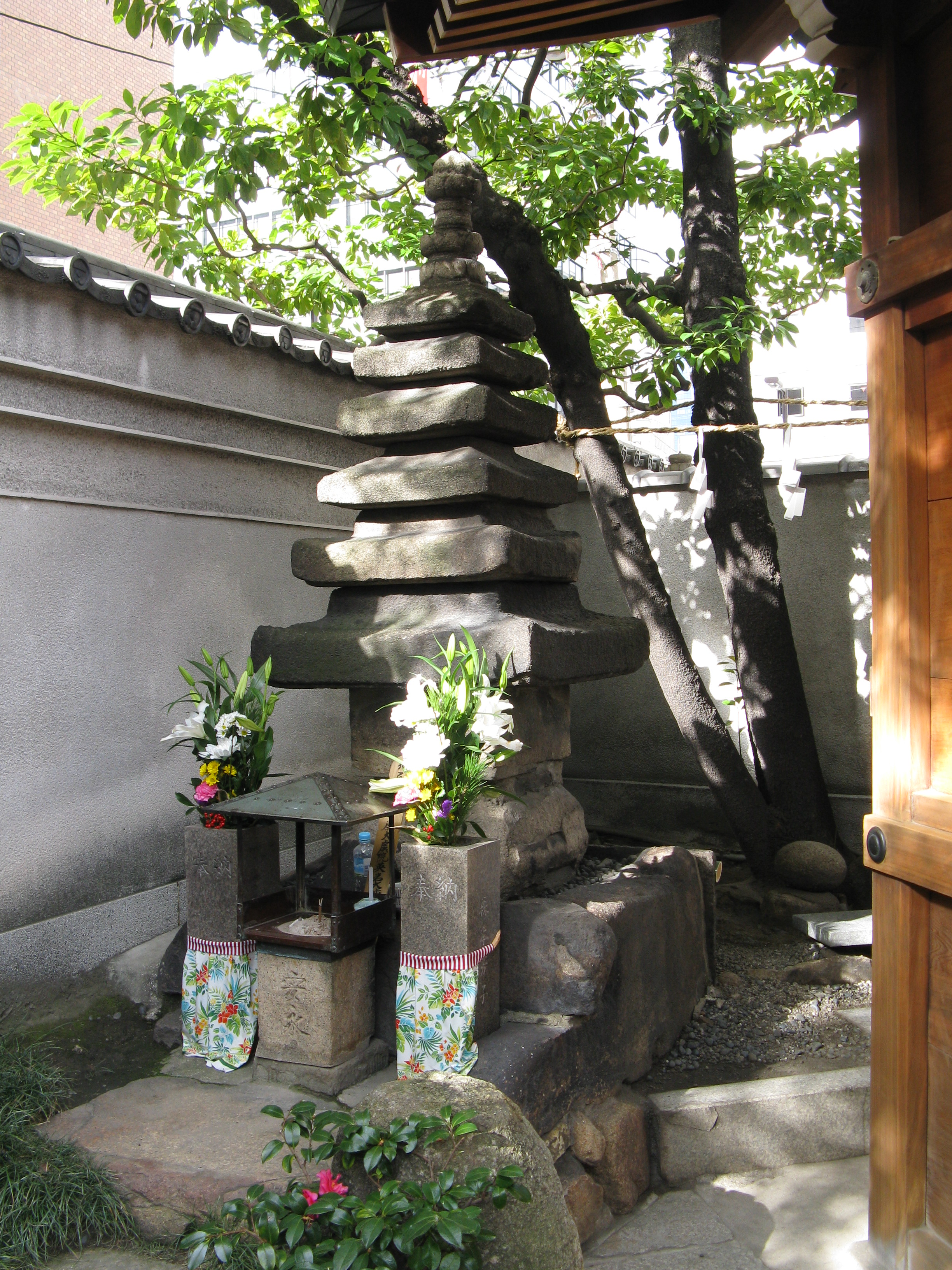
Tomba de Yodo-dono.
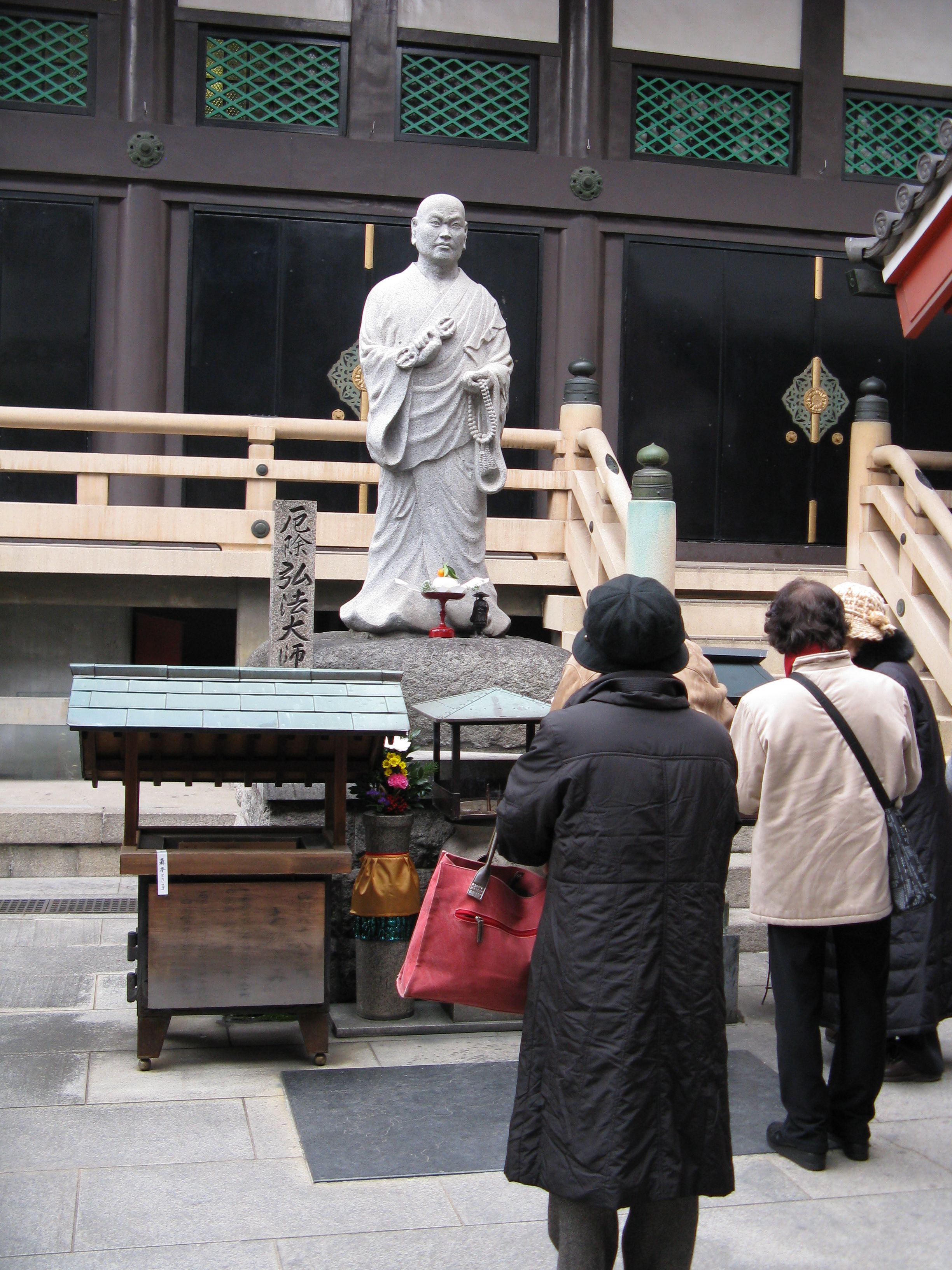
Estàtua de Kukai.